# لوک پروسر
لوک پروسر (انگلیسی: Luke Prosser؛ زادهٔ ۲۸ مهٔ ۱۹۸۸) بازیکن فوتبال اهل بریتانیا است.
از باشگاه‌هایی که در آن بازی کرده‌است می‌توان به باشگاه فوتبال نورث‌همپتون تاون، باشگاه فوتبال کولچستر یونایتد، باشگاه فوتبال تاتنهام هاتسپر، باشگاه فوتبال ساوتند یونایتد، باشگاه فوتبال کیدرمینستر هاریرس، باشگاه فوتبال پورت ویل، و باشگاه فوتبال سالزبری سیتی اشاره کرد.